# Диче, Хуго
Хуго Диче (нем. Hugo Dietsche; род. 31 марта 1963, Санкт-Галлен) — швейцарский борец греко-римского стиля, призёр Олимпийских игр, призёр чемпионатов Европы. Единственный, по состоянию на 2016 год, представитель Швейцарии — призёр олимпийских игр по греко-римской борьбе.

## Биография
В 1984 году остался шестым на европейском первенстве.
На Летних Олимпийских играх 1984 года в Лос-Анджелесе боролся в категории до 62 килограммов (полулёгкий вес). Участники турнира, числом в 20 человек в категории, были разделены на две группы. За победу в схватках присуждались баллы, от 4 баллов за чистую победу и 0 баллов за чистое поражение. Когда в каждой группе определялись три борца с наибольшими баллами (борьба проходила по системе с выбыванием после двух поражений), они разыгрывали между собой места в группе. Затем победители групп встречались в схватке за первое-второе места, занявшие второе место — за третье-четвёртое места, занявшие третье место — за пятое-шестое места.
Хуго Диче, несмотря на одно поражение в предварительных встречах, вышел в финал своей группы на втором месте и боролся с корейцем Ким Вонги за первое, но быстро попал на лопатки. Во встрече за третье место победил и стал обладателем бронзовой медали олимпийских игр.
| Выступление на Олимпийских играх 1984 года | Выступление на Олимпийских играх 1984 года | Выступление на Олимпийских играх 1984 года | Выступление на Олимпийских играх 1984 года | Выступление на Олимпийских играх 1984 года | Выступление на Олимпийских играх 1984 года | Выступление на Олимпийских играх 1984 года | Выступление на Олимпийских играх 1984 года |
| Круг                                       | Соперник                                   | Страна                                     | Результат                                  | Счёт                                       | Баллы                                      | Всего баллов                               | Время схватки                              |
| ------------------------------------------ | ------------------------------------------ | ------------------------------------------ | ------------------------------------------ | ------------------------------------------ | ------------------------------------------ | ------------------------------------------ | ------------------------------------------ |
| 1                                          | Густаво Масзур                             | Сальвадор                                  | Победа                                     | 12-0 За явным преимуществом                | 4                                          | 4                                          | 0:59                                       |
| 2                                          | Стелиос Мигиакис                           | Греция                                     | Победа                                     | 6-1                                        | 3                                          | 7                                          | 6:00                                       |
| 3                                          |                                            |                                            |                                            |                                            |                                            |                                            |                                            |
| 4                                          | Сэйити Осанаи                              | Япония                                     | Поражение                                  | 2-8                                        | 1                                          | 8                                          | 6:00                                       |
| 5                                          | Салем Бехит                                | Египет                                     | Победа                                     | Туше                                       | 4                                          | 12                                         | 5:11                                       |
| Финал группы «B»                           | Ким Вонги                                  | Республика Корея                           | Поражение                                  | Туше                                       | 3                                          | 3                                          | 1:56                                       |
| Встреча за 3 место                         | Абдуррахим Кузу                            | Соединённые Штаты Америки                  | Победа                                     | 4-8                                        |                                            |                                            | 6:00                                       |

В 1986 году был бронзовым призёром чемпионата Европы и был шестым на чемпионате мира. В 1987 году был третьим на Золотом Гран-при, вторым на турнире FILA Гала Гран-при и был пятым как на чемпионате Европы, так и на чемпионате мира.
На Летних Олимпийских играх 1988 года в Сеуле боролся в категории до 62 килограммов (полулёгкий вес). Участники турнира, числом в 17 человек в категории, были разделены на две группы. За победу в схватках присуждались баллы, от 4 баллов за чистую победу и 0 баллов за чистое поражение. Когда в каждой группе определялись четыре борца с наибольшими баллами (борьба проходила по системе с выбыванием после двух поражений), они разыгрывали между собой места в группе. Затем победители групп встречались в схватке за первое-второе места, занявшие второе место — за третье-четвёртое места, занявшие третье место — за пятое-шестое места, четвёртое — за седьмое-восьмое места.
Проиграв две из четырёх схваток, Хуго Диче выбыл из турнира.
| Выступление на Олимпийских играх 1988 года | Выступление на Олимпийских играх 1988 года | Выступление на Олимпийских играх 1988 года   | Выступление на Олимпийских играх 1988 года | Выступление на Олимпийских играх 1988 года | Выступление на Олимпийских играх 1988 года | Выступление на Олимпийских играх 1988 года | Выступление на Олимпийских играх 1988 года |
| Круг                                       | Соперник                                   | Страна                                       | Результат                                  | Счёт                                       | Баллы                                      | Всего баллов                               | Время схватки                              |
| ------------------------------------------ | ------------------------------------------ | -------------------------------------------- | ------------------------------------------ | ------------------------------------------ | ------------------------------------------ | ------------------------------------------ | ------------------------------------------ |
| 1                                          | Зеки Шахин                                 | Турция                                       | Победа                                     | 3-2                                        | 3,0                                        | 3,0                                        | 6:00                                       |
| 2                                          | Петер Бель                                 | Федеративная Республика Германии (1949—1990) | Победа                                     | Дисквалификация за пассивность             | 3,0                                        | 6,0                                        | 4:59                                       |
| 3                                          | Енё Боди                                   | Венгрия                                      | Поражение                                  | 1-4                                        | 1,0                                        | 7,0                                        | 6:00                                       |
| 4                                          | Живко Вангелов                             | Болгария                                     | Поражение                                  | Туше                                       | 0                                          | 7,0                                        | 6:00                                       |

В 1989 году остался четвёртым на чемпионате Европы. В 1991 году был десятым на чемпионате мира. В 1992 году был одиннадцатым на Гран-при Германии. В 1992 году завоевал «серебро» чемпионата Европы.
На Летних Олимпийских играх 1992 года в Барселоне боролся в категории до 62 килограммов (полулёгкий вес). Участники турнира, числом в 21 человек в категории, были разделены на две группы. Регламент, в основном, остался прежним, только в финальные схватки из группы выходили по пять лучших спортсменов в группе.
Первые три встречи Диче выиграл (с малоизвестными спортсменами), а затем две проиграл и из турнира выбыл.
| Выступление на Олимпийских играх 1992 года | Выступление на Олимпийских играх 1992 года | Выступление на Олимпийских играх 1992 года | Выступление на Олимпийских играх 1992 года | Выступление на Олимпийских играх 1992 года | Выступление на Олимпийских играх 1992 года | Выступление на Олимпийских играх 1992 года | Выступление на Олимпийских играх 1992 года |
| Круг                                       | Соперник                                   | Страна                                     | Результат                                  | Счёт                                       | Баллы                                      | Всего баллов                               | Время схватки                              |
| ------------------------------------------ | ------------------------------------------ | ------------------------------------------ | ------------------------------------------ | ------------------------------------------ | ------------------------------------------ | ------------------------------------------ | ------------------------------------------ |
| 1                                          | Бадди Ли                                   | Соединённые Штаты Америки                  | Победа                                     | 4-2                                        | 3,0                                        | 3,0                                        | 5:59                                       |
| 2                                          | М. Р. Патиль                               | Индия                                      | Победа                                     | 5-0                                        | 3,0                                        | 6,0                                        | 6:00                                       |
| 3                                          | Рашид Хдар                                 | Марокко                                    | Победа                                     | Туше                                       | 4,0                                        | 10,0                                       | 3:27                                       |
| 4                                          | Сергей Мартынов                            | Объединённая команда                       | Поражение                                  | 2-4                                        | 1                                          | 11,0                                       | 6:00                                       |
| 5                                          | Влодзимеж Завадский                        | Польша                                     | Поражение                                  | 0-7                                        | 0                                          | 11,0                                       | 6:00                                       |

В 1990-е годы боролся в чемпионате Германии за клуб Bad Reichenhall. Закончил борцовскую карьеру только в 1999 году, после чего стал тренером в своём же родном клубе.